# Javier Lozano Cid
Javier Lozano Cid (Toledo, España, 28 de octubre de 1960) es un exjugador y entrenador de fútbol sala español, y el actual presidente de la Liga Nacional de Fútbol Sala. 
Con un palmarés de dos campeonatos del mundo y tres campeonatos europeos, es el entrenador que más títulos ha obtenido con la selección de fútbol sala de España.

## Biografía
Antes de ser jugador de fútbol sala, Javier Lozano fue jugador de fútbol. Comenzó a jugar a los once años en las categorías inferiores con Amador, un hombre muy conocido en el entramado futbolístico toledano. En 1976 a los quince años fichó por la U.D. Santa Bárbara, donde estuvo cinco temporadas, tanto en juveniles como en el primer equipo. En 1981 jugó por un año en el C.D. Fuensalida, donde también comenzó a dedicarse al fútbol-sala, jugando en un equipo llamado Unión Sport. En 1982 fichó por el C.D. Toledo, donde estaría un total de dos temporadas hasta 1984. Durante su periplo verdiblanco ganó una Copa de Castilla de Aficionados el 29 de enero de 1984 de la mano del entrenador Paulino Lorenzo.
Como jugador de fútbol sala, los comienzos fueron modestos en los añorados Asepeyo y Discolandia para luego pasar al histórico F.S. Toledo, en el que Javier Lozano jugó durante cinco temporadas en la década de 1980, donde desarrolló la mayor parte de su carrera como futbolista para fichar posteriormente por el Algón Fútbol Sala y Marsanz Torrejón donde coincidió con Jesús Candelas en el banquillo. Terminó su etapa como jugador en el mítico Caja Toledo, donde se retiró. Lozano llegó a ser internacional por España en 40 ocasiones.
Tras retirarse como jugador a los 31 años en el Caja Toledo, inició su etapa como entrenador en ese mismo equipo, ante la marcha de Ney Pereira, y estuvo seis meses, para después firmar por la Federación, compaginando este puesto con el cargo de entrenador del Interviú Boomerang. Allí estuvo seis meses, y después solo actuó como seleccionador nacional. A partir de 1992 se convierte en el seleccionador español en sustitución de Felipe Ojeda. En su primer año al cargo del combinado nacional, su equipo termina tercero en el Mundial celebrado en Hong Kong. Más tarde, consigue llegar a la final del Mundial de fútbol sala de 1996 y gana la Eurocopa del mismo año.
En 2000 gana con España el Mundial de 2000 ante Brasil. Un año después gana la Eurocopa de Fútbol Sala, título que revalidaría en 2005, y en 2004 hace lo propio con el Mundial de ese año que se celebró en Taiwán. Gracias a su labor como técnico, en 2002 es requerido por la Federación española para que sea el ayudante a José Antonio Camacho en el Mundial FIFA de 2002, celebrado en Corea del Sur y Japón.
En 2007, Javier Lozano aparca el fútbol sala cuando es contratado por el Real Madrid como responsable del área profesional del equipo blanco, y un año después pasó a ser el director de la cantera tras la marcha de Míchel. el club blanco con la llegada de Florentino Pérez cesó en su cargo  a final de la temporada 2009 y es entonces cuando los clubes de la LNFS le reclaman como presidente de la LNFS, sustituyendo a D. Carlos Gascón, en asamblea extraordinaria y ser proclamado por unanimidad de los clubes de la LNFS en septiembre de 2009

## Palmarés como entrenador
- Campeonato Mundial de fútbol sala de la FIFA: 2 (2000, 2004)
- Eurocopa de Fútbol Sala: 3 (1996, 2001, 2005)

## Premios, reconocimientos y distinciones
- Medalla de Oro de la Real Orden del Mérito Deportivo, otorgada por el Consejo Superior de Deportes (2014)
- Medalla de Bronce de la Real Orden del Mérito Deportivo, otorgada por el Consejo Superior de Deportes (1999)
- Javier Lozano asistió en 2025 al #retonexpress Nº 72, evento que se emite por redes sociales y que fomenta la práctica del futsal junto con otros deportes, además de dar visibilidad a Asociaciones, Fundaciones y ONG. VER RETO.
  - Recibió de forma simbólica el Trofeo Grupo Nexcom al realizar el reto informático en favor de la Entidad declarada de utilidad pública Asociación Ciudad Escuela Muchachos-CEMU.